# Kwangmyŏngsŏng-2
Kwangmyŏngsŏng-2 (em coreano:  광명성 2; "Estrela Brilhante 2") é um satélite de comunicações ou um míssil com carga desconhecida, lançado ao espaço em 5 de abril de 2009, da base de lançamentos costeira de Musudan-ri, no nordeste da Coreia do Norte que falhou em entrar em órbita.
Se entrasse em órbita terrestre, a Coreia do Norte se tornaria a décima nação do mundo a lançar com sucesso um satélite orbital. Também fará o país o primeiro dos dois da Península da Coreia a completar um lançamento orbital, batendo a Coreia do Sul que também anunciou o lançamento de seu primeiro satélite em 2009. O Japão e os Estados Unidos suspeitam que o lançamento esteja sendo usado para desenvolvimento de tecnologia para foguetes nucleares de longo alcance.
Com o anúncio do lançamento pela mídia sul-coreana, o Conselho de Segurança das Nações Unidas anunciou uma reunião de emergência no dia 6 de abril.

## Resposta internacional
Antes do anúncio oficial do lançamento, foi anunciado que a Coreia do Norte preparava um teste com um foguete de longo alcance, em violação à resolução 1718 do Conselho da Segurança das Nações Unidas, que impôs uma série de sanções econômicas e comerciais ao país, por causa do teste nuclear realizado em outubro de 2006. Após o anúncio de que haveria um teste de lançamento de um satélite por parte dos norte-coreanos, os  Estados Unidos anunciaram a intenção de interceptar o foguete após o lançamento, caso parecesse que ele não entraria em órbita, enquanto o Japão anunciava que poderia lançar um interceptador, caso o foguete ameaçasse seu território. O governo norte-coreano respondeu que consideraria esta ação japonesa um ato de guerra. A Coreia do Sul, o Japão e os Estados Unidos posicionaram seus vasos de guerra equipados com mísseis antibalísticos no Mar do Japão, enquanto a Rússia pressionava os coreanos a não realizarem o lançamento, por causa de tensão nas relações internacionais no nordeste da Ásia.

## Detalhes do lançamento e controvérsias

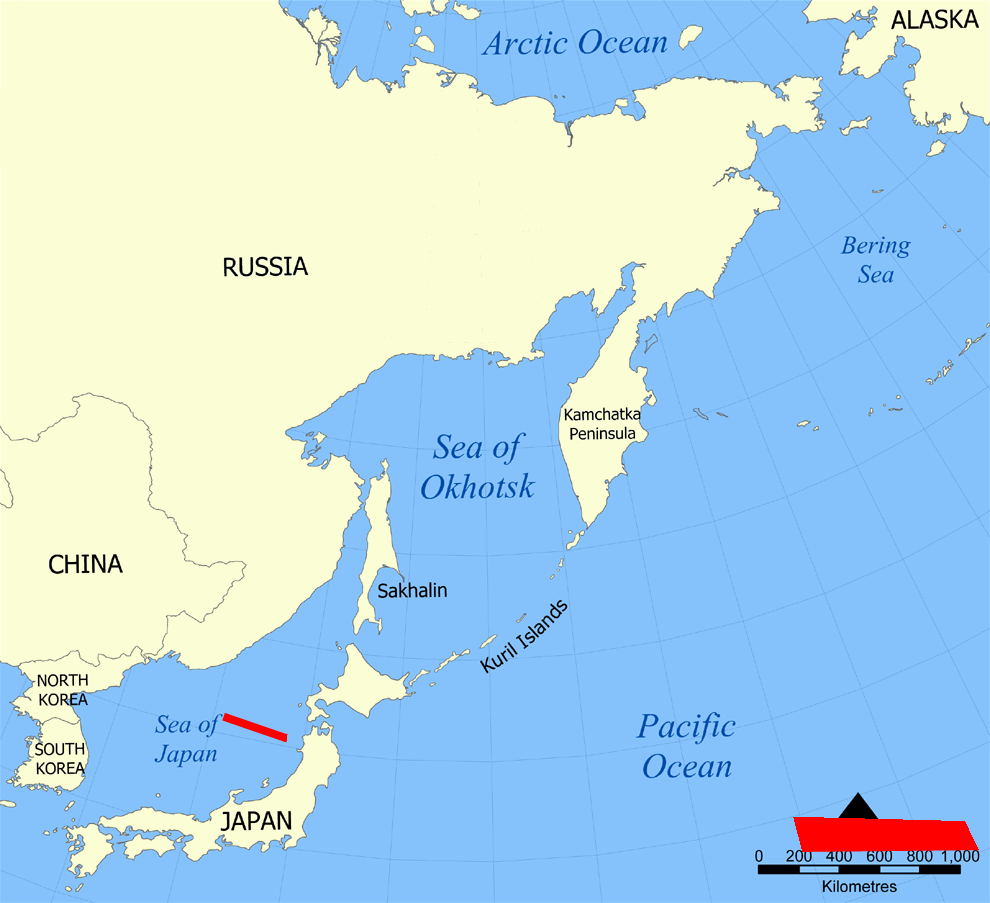
No mapa, em vermelho, as duas áreas consideradas criticas para voos comerciais durante o lançamento do foguete, em carta enviada à Organização da Aviação Civil Internacional, dias antes do lançamento, pelo governo norte-coreano.

O lançamento ocorreu em boas condições de tempo, com o foguete sobrevoando as ilhas japonesas  e alcançando o espaço sobre o Oceano Pacífico. O primeiro estágio do foguete deveria cair no mar, 75 km a oeste do Japão, e o segundo estágio deveria mergulhar no Pacífico.
Navios de guerra dos três países aliados foram posicionados para monitorar o foguete durante o processo de lançamento. As autoridades japonesas anunciaram que não houve qualquer dano ao Japão como consequência do lançamento, e que os foguetes propulsores caíram no mar como havia sido esperado.[carece de fontes?]
De acordo com o USCN (Comando Nordeste dos Estados Unidos), os estágios remanescentes do foguete junto com a carga caíram no Oceano Pacífico. Militares e analistas em Seul disseram que o foguete voou pelo menos duas mil milhas, dobrando o alcance do foguete anterior, Kwangmyŏngsŏng-1, feito em 1998.
O governo norte-coreano, entretanto, afirma que o lançamento foi um sucesso e que o parâmetro orbital do satélite é de 490 km de perigeu e 1426 km de apogeu, com um período orbital de 104 minutos e 12 segundos e inclinação orbital de 40,6 graus. Foi informado que o satélite entrou em órbita nove minutos e dois segundos depois de lançado.